# よよか
よよか（2009年〈平成21年〉10月12日 - ）は、日本の女性ミュージシャン、ドラマー。北海道石狩市出身。本名は相馬世世歌（そうま よよか）。2022年の渡米後はローマ字表記の「YOYOKA」名義を主に用いている。

## 略歴

### 生い立ち
アマチュアバンド「かねあい」として活動していた、地方公務員の相馬章文と記者の相馬梨絵の間に長女として生まれる。「それぞれの時代を経る」「代を重ねる」「過去・現在・未来」といった意味を持つ言葉「世世」を元として「時代や世代を超え世界で受け継がれる歌のような存在になって欲しい」といった想いを込め命名された。
札幌市に生まれ約1年後に石狩市に移り、1歳半頃からドラムに興味を持ち始める。4歳からライブ活動を始め5歳で「かねあい」に加入し家族バンド「かねあいよよか」の一員となる。

### バンド活動
「かねあいよよか」のメンバーとして札幌市内のライブハウスや地域のイベントや福祉施設で演奏を行う一方、6-7歳時には日本国内のドラムコンテストに応募するも最終審査通過とならなかったが父母の友人のドラマーから「海外の方が評価される」とアドバイスを受け、2018年に女性ドラマーコンテスト「Hit Like A Girl 2018」18才以下部門に応募し最年少8歳で週間チャンピオンとなる。
レッド・ツェッペリンの『グッド・タイムズ・バッド・タイムズ』をカバーしたHit Like A Girlへの応募動画をVimeoに投稿したところアメリカのNPRラジオが注目し同局にて特集が組まれ、前後してレッド・ツェッペリンのメンバー等国内外から称賛を得て世界的な人気を集める。同年頃から亀田誠治に才能を見出されJUJU、いきものがかり、KREVA、MIYAVIといった国内ミュージシャンとの共演を行う他、2019年にはフォール・アウト・ボーイのSUMMER SONIC出演ステージ、シンディー・ローパーの東京公演への出演といった海外ミュージシャンとの共演も行った。
2021年1月には世界的なドラム専門ウェブサイト「ドラマーワールド」にて「世界TOP500ドラマー」の一人に選定され、日本人では3人目かつ史上最年少の選定となった。同年11月にはロサンゼルスに3週間滞在したことをきっかけに、「日本を超えるインスピレーションを得られる」といった思いからアメリカ移住を本格的に考え始める。
2022年3月に個人名義初のシングル「Sparkling」を配信、8月にはシンディ・ローパーやイアン・ペイスらの推薦を受け芸術家・スポーツ選手向けのビザを取得し、9月中旬に家族とともにアメリカへ移住。芸術系の公立校への合格を済ませ、ドラム科で勉強を深めながら米国内での活動を本格化させるとしており、オークランドの友人宅での8ヶ月の生活を経て2023年6月にロサンゼルスへ引っ越した。2024年10月11日には1stアルバム「For Teen」を発売。

## 出演
テレビ番組
- 梅沢富美男のズバッと聞きます!（フジテレビ 2019年6月12日）
- みんなで道フェス!2019～どさんこの夢 応援するべさ～（NHK札幌放送局・北海道放送・札幌テレビ・北海道テレビ・北海道文化放送・テレビ北海道）
- エレンの部屋[7]（ワーナー・ブラザース・テレビジョン 2019年1月31日・5月14日）
- 音楽の日2019（TBSテレビ）
- ミュージックフェア（フジテレビ） - MUSIC FAIRのテーマ〜在宅ワークver〜（2020年5月）
- ハナタレナックス（北海道テレビ） - ハナタレソロ企画「安田顕の夢チカ18」（2020年5月7日）
- 関ジャム 完全燃SHOW（テレビ朝日 2021年1月24日）

ラジオ番組
- YOYOKA'S LA DIARY（エフエム・ノースウェーブ 2024年9月7日 - ）

TVCM
- ナイキ「RALLYING CRY」（2018年）[15]
- ユニクロ「フリース パフォーマンス篇」（2019年）[16]